# Лесьна-Подляска (гмина)
Лесьна-Подляска (пол. Leśna Podlaska) — сельская гмина (волость) в Польше, входит как административная единица в Бяльский повет, Люблинское воеводство. Население — 4554 человека (на 2004 год).

## Населённые пункты
- Витулин
- Воргуле
- Дроблин
- Закалинки
- Лесьна-Подляска
- Носув
- Стара-Бордзилувка
- Ягодница

## Соседние гмины
1. Гмина Бяла-Подляска
2. Гмина Хушлев
3. Гмина Янув-Подляски
4. Гмина Константынув
5. Гмина Стара-Корница